# Callirhipis longicornis
Callirhipis longicornis là một loài bọ cánh cứng trong họ Callirhipidae. Loài này được Waterhouse miêu tả khoa học đầu tiên năm 1877.